# Keithsburg
Keithsburg é uma cidade localizada no estado americano de Illinois, no Condado de Mercer.

## Demografia
Segundo o censo americano de 2000, a sua população era de 714 habitantes.
Em 2006, foi estimada uma população de 700, um decréscimo de 14 (-2.0%).

## Geografia
De acordo com o United States Census Bureau tem uma área de
8,3 km², dos quais 6,7 km² cobertos por terra e 1,6 km² cobertos por água. Keithsburg localiza-se a aproximadamente 174 m acima do nível do mar.

## Localidades na vizinhança
O diagrama seguinte representa as localidades num raio de 20 km ao redor de Keithsburg.